# Люсьєн Келе
Люсьєн Келе фр. Lucien Quélet (14 липня 1832 – 25 серпня 1899) — французький біолог.

## Біографія
Народився 14 липня 1832 у родині фермера у Монтешеру. Рано залишився сиротою і жив разом з тіткою. З дитинства цікавився біологією. Навчався у коледжі міста Монбельяр. Згодом вивчав медицину у Страсбурзькому університеті. У 1884 заснував "Мікологічне товариство Франції" фр. Société mycologique de France.

## Науковий доробок
У 1888 році написав книгу Мікологічна флора Франції та сусідніх країн фр. Flore mycologique de la France et des pays limitrophes.
Описав нові види:
- Agaricus bitorquis
- Amanita aspera
- Bondarzewia montana
- Clavariadelphus truncatus
- Collybia cirrhata
- Lepiota aspera
- Lepiota castanea
- Russula amethystina
- Tricholoma pardinum
- Xerocomellus armeniacus

## Визнання
В честь Люсьєна Келе названі такі види як Amanita queletii, Boletus queletii, Entoloma queletii, Russula queletii, та рід Queletia.
У біномінальній класифікації описані ним види позначають скороченням Quél..